# Гайрем (Джорджія)
Гайрем (англ. Hiram) — місто (англ. city) в США, в окрузі Полдінг штату Джорджія. Населення — 4929 осіб (2020).

## Географія
Гайрем розташований за координатами 33°53′35″ пн. ш. 84°45′24″ зх. д. / 33.89306° пн. ш. 84.75667° зх. д. (33.893091, -84.756800).  За даними Бюро перепису населення США в 2010 році місто мало площу 10,09 км², з яких 10,03 км² — суходіл та 0,06 км² — водойми.

## Демографія
Згідно з переписом 2010 року, у місті мешкало 3546 осіб у 1378 домогосподарствах у складі 913 родин. Густота населення становила 351 особа/км².  Було 1538 помешкань (152/км²).
Расовий склад населення:
| - 60,8 % — білих - 32,0 % — чорних або афроамериканців - 1,0 % — азіатів - 0,3 % — корінних американців - 0,1 % — вихідців з тихоокеанських островів - 2,7 % — осіб інших рас |

До двох чи більше рас належало 3,0 %. Частка іспаномовних становила 7,5 % від усіх жителів.
За віковим діапазоном населення розподілялося таким чином: 28,1 % — особи молодші 18 років, 63,0 % — особи у віці 18—64 років, 8,9 % — особи у віці 65 років та старші. Медіана віку мешканця становила 33,3 року. На 100 осіб жіночої статі у місті припадало 82,0 чоловіків;  на 100 жінок у віці від 18 років та старших — 78,1 чоловіків також старших 18 років.
Середній дохід на одне домашнє господарство  становив 62 111 долар США (медіана — 49 757), а середній дохід на одну сім'ю — 73 988 доларів (медіана — 60 968). За межею бідності перебувало 12,0 % осіб, у тому числі 12,5 % дітей у віці до 18 років та 22,1 % осіб у віці 65 років та старших.
Цивільне працевлаштоване населення становило 2076 осіб. Основні галузі зайнятості: освіта, охорона здоров'я та соціальна допомога — 18,2 %, науковці, спеціалісти, менеджери — 16,0 %, виробництво — 14,0 %, роздрібна торгівля — 12,4 %.